# Opius petri
Opius petri är en stekelart som beskrevs av Fischer 1968. Opius petri ingår i släktet Opius och familjen bracksteklar. Inga underarter finns listade i Catalogue of Life.